# Аристен
Аристен из Мегалополя — древнегреческий политический деятель, три раза занимавший должность стратега Ахейского союза (в 199—198, 195—194 и 186—185 годах до н. э.).
Являлся лидером проримской партии Ахейского союза. В 198 году до н. э. на общесоюзном конгрессе в Коринфе добился разрыва ахейцами союза с Македонией и их перехода под римское покровительство, что значительно подорвало позиции Филиппа V в Греции и способствовало его поражению во Второй Македонской войне.